# Ищи ветра…
«Ищи ветра…» — советский приключенческий художественный фильм.

## Сюжет
Гражданская война. Отряд казаков, воюющий на стороне белых, расправляется с пленными красноармейцами. Одному красноармейцу удается выжить, и он, раненый, пробирается на затерянную в бескрайней уральской степи усадьбу, где укрылась от гражданской войны семья Сергея Сергеевича, управляющего частным конным заводом. В усадьбе гостит давний знакомый семьи, поручик белогвардейской армии Виктор, который говорит о своём желании выйти из борьбы и жить, как «богом положено». Красноармейцу оказывают помощь. Старик венчает свою дочь Наташу и Виктора, но миру теперь в этом доме не быть, да и белые казаки уже близко. Казачий офицер приказывает угнать племенной табун, чтобы он не достался красным. Сергей Сергеевич возражает, а Виктор вступается за него и погибает. Казаки уходят с табуном. Красноармеец и его недавний знакомый — конокрад пускаются в погоню. В табуне много маленьких жеребят, и скоро быстрое передвижение становится невозможным. Следует бесчеловечный приказ уничтожить их. Рядовые казаки восстают против своего командира и не допускают убийства…

## В ролях
- Константин Григорьев — Павел, красноармеец
- Павел Кадочников — Сергей Сергеевич, конезаводчик
- Елена Проклова — Наташа, дочь Сергея Сергеевича
- Лев Прыгунов — Виктор, друг семьи
- Александр Пороховщиков — белоказачий офицер
- Михаил Кононов — Васька, конокрад
- Александр Январёв — урядник
- Николай Погодин — Тимофеич
- Сергей Яшкулов — табунщик

## Съёмочная группа
- Автор сценария: Владимир Любомудров
- Режиссёр: Владимир Любомудров
- Операторы: Владимир Бондарев, Рудольф Зуев
- Художник-постановщик: Александр Макаров
- Композитор: Эдуард Артемьев

## Технические данные
- Цветной, звуковой